# Долгое падение (фильм)
«Долгое падение» (англ. A Long Way Down) — английская чёрная комедия 2014 года режиссёра Паскаля Шомея, экранизация романа Ника Хорнби 2005 года «Долгий путь вниз». В 2015 году фильм получил премию «Голос» от Американского управления по борьбе со злоупотреблением психоактивными веществами и психическим здоровьем.

## Сюжет
Четверо незнакомцев встречаются на крыше лондонского здания Топперс в канун Нового года, каждый с намерением совершить самоубийство. Но их желаниям не суждено сбытся, и они заключают договор, что до Дня святого Валентина никто из них не сведет счеты с жизнью.

## В ролях
- Пирс Броснан — Мартин Шарп
- Тони Коллетт — Морин Томпсон
- Имоджен Путс — Джесс Крайтон
- Аарон Пол, — Джей Магуайр
- Розамунд Пайк — Пенни
- Сэм Нил — Крайтон
- Таппенс Миддлтон — Кэти Миллер
- Джо Коул — Чэс Джонсон
- Джозеф Алтин — Мэтти

## Производство
Пирс Броснан рассказал, что телеведущий Ричард Мэдли вдохновил его на исполнение этой роли. Читая сценарий фильма в ресторане Colombe D’Or в Сен-Поль-де-Ванс, Броснан заявил, что видел Мэдли и его жену Джуди Финниган, а затем сказал: «Я думаю, что это его воодушевление и энтузиазм. Чтобы сделать это, нужно быть почти шаманом и действительно верить в себя. И это тонкая грань между приветливостью и раздражением. Так что для этого действительно нужна храбрая душа».

## Выпуск
Премьера фильма состоялась 10 февраля 2014 года на 64-м Берлинском международном кинофестивале.

## Критика
Фильм получил отрицательные отзывы критиков. На Rotten Tomatoes у фильма рейтинг 22 % на основе 50 обзоров со средним баллом 4,2 из 10. На Metacritic — 34 балла на основе 21 обзора, что указывает на «в целом неблагоприятные отзывы».